# Ди Лорто, Лоран
Лора́н Ди Лорто (фр. Laurent Di Lorto; 1 января 1909, Мартиг — 28 октября 1989, Монбельяр) — французский футболист итальянского происхождения, играл на позиции вратаря; участник чемпионата мира 1938 года.

## Биография

### Клубная карьера
Ди Лорто был сыном эмигрантов из Италии. Он начал карьеру в «Мартиге», в котором стал основным вратарём и отыграл за эту команду семь сезонов. Его уверенная игра привлекла внимание «Марселя», в который он перешёл в 1931 году, но в первых двух сезонах он был запасным вратарём.
В сезоне 1933/34 годов Ди Лорто стал основным вратарём и выиграл Кубок Франции 1935 года, став кумиром болельщиков. В 1936 году Ди Лорто перешёл в «Сошо», в котором отыграл четыре сезона, выиграв с командой Кубок Франции 1937 года и чемпионский титул в 1938 году. Завершил карьеру игрока в 1940 году во время Второй мировой войны, которая привела к оккупации страны немецкой армией.

### Карьера в сборной
Играл за сборную Франции на чемпионате мира 1938 года, где сыграл в двух матчах, в том числе и в четвертьфинале с будущими чемпионами мира сборной Италии, которая выиграла матч со счётом 3:1. Всего за сборную Франции сыграл 11 матчей.

### Смерть
Скончался 28 октября 1989 года в возрасте 80 лет.

## Достижения
«Марсель»
- Обладатель Кубка Франции (1): 1934/35

«Сошо»
- Чемпион Франции (1): 1937/38
- Обладатель Кубка Франции (1): 1936/37